# U lomu (Vítkovská vrchovina)
U lomu je kopec a malý bývalý zatopený lom na drobu a břidlici, který se nachází ve Vítkovské vrchovině, v části pohoří Nízkého Jeseníku. Vrchol, který má nadmořskou výšku 636 m, se nachází severozápadně od kopce Strážná a vesnice Luboměře pod Strážnou a jihozápadně od zaniklé vesnice Barnov. Místo je ve Vojenském újezdu Libavá v okrese Olomouc v Olomouckém kraji. Z vrcholu je rozhled do okolí.
Vrchol U lomu se nachází ve vojenském prostoru a bez povolení je veřejnosti nepřístupný.

## Další informace
Místo je přístupné z louky u vojenské silnice.
Ve svazích kopce pramení Chudý potok a Klikatý potok (levostranné přítoky řeky Odry).
Přibližně severo-severovýchodním směrem se nachází kopec Olověnský vrch, jehož okolí je spojováno s těžbou kovových rud.
Obvykle jedenkrát ročně může být místo a jeho okolí přístupné veřejnosti v rámci cyklo-turistické akce Bílý kámen.

## Galerie

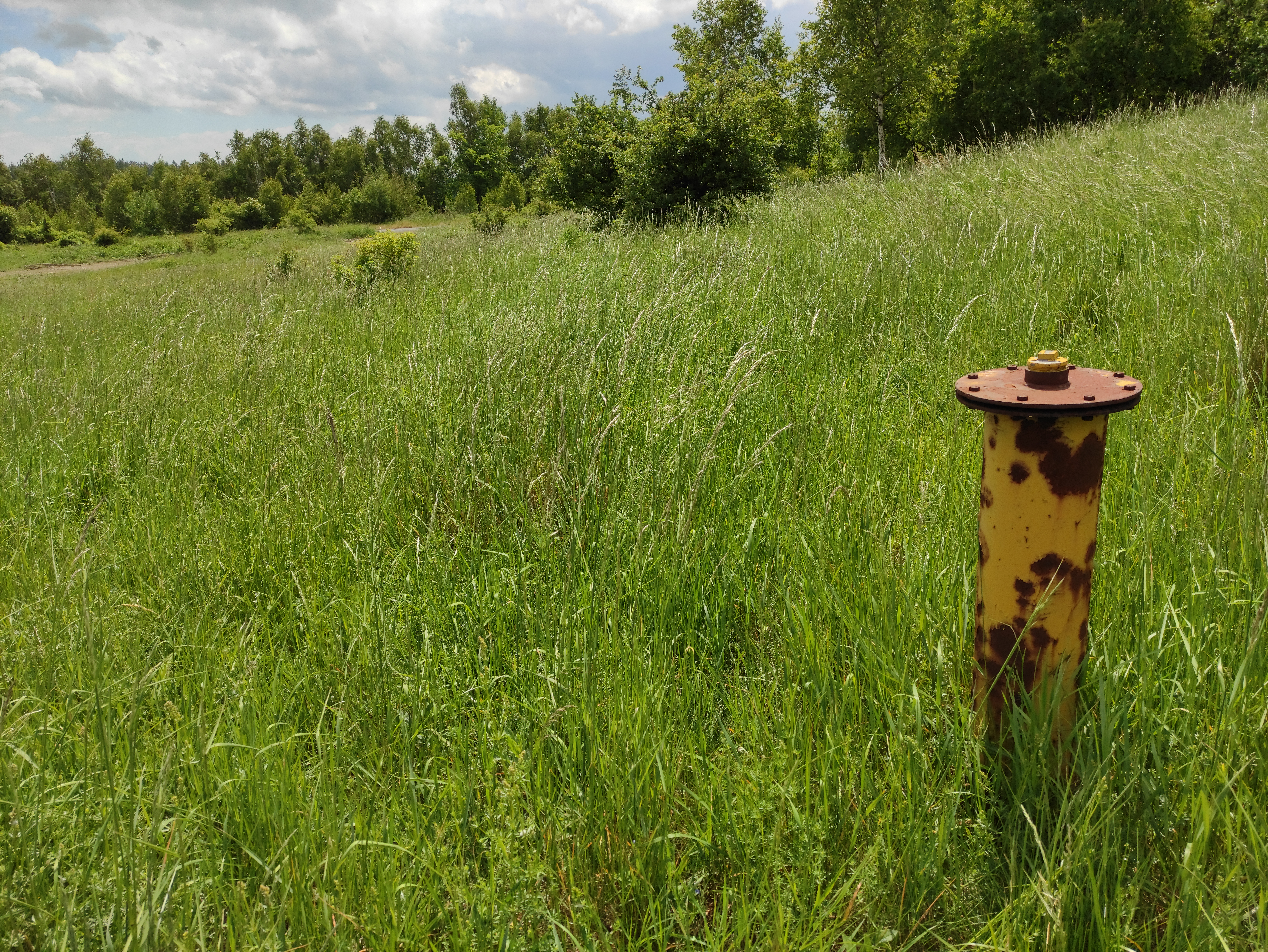
Potrubí z lomu
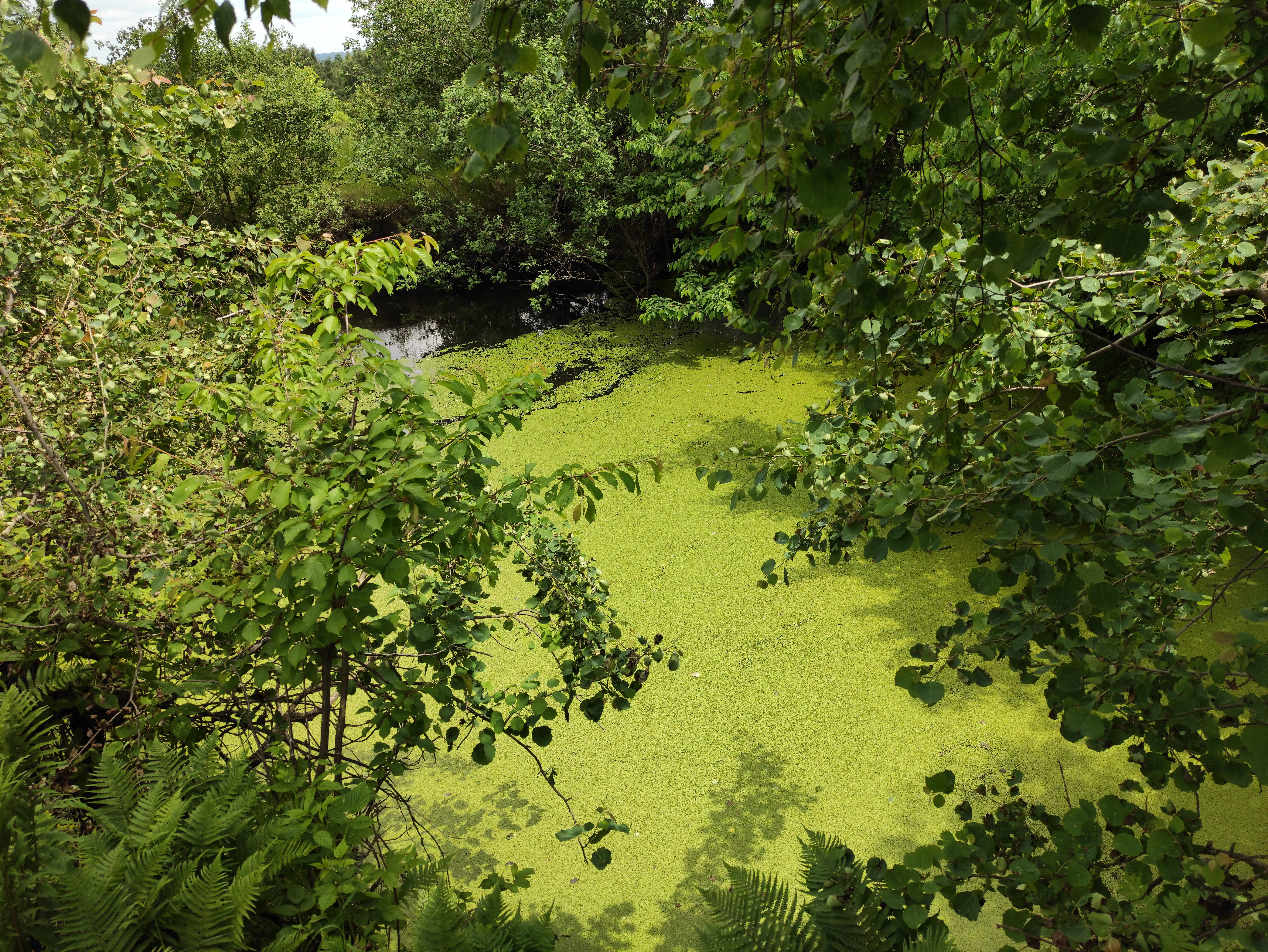
Zatopený lom